# Region Mayo-Kebbi Est
Region Mayo-Kebbi Est – jeden z 22 regionów administracyjnych Czadu, znajdujący się w południowo-zachodniej części kraju. Graniczy z regionami: Chari-Baguirmi, Logone Tandjilé, Mayo-Kebbi Ouest oraz Kamerunem.
Region zamieszkują ludy Moussey, Massa, Toupouri, Marba, Kéra, Mousgoum oraz Kim. Podstawą utrzymania ludności jest rolnictwo oraz rybołówstwo.

## Departamenty
| Departament | Stolica     | Podprefektury                    |
| ----------- | ----------- | -------------------------------- |
| Kabbia      | Gounou Gaya | Gounou Gaya, Hollom-Gamés        |
| Mayo Lemie  | Guélengdeng | Guelendeng, Katoa, Nanguigoto    |
| Mayo-Boneye | Bongor      | Bongor, Kim, Koyom, Rigaza, Ngam |
| Mont d'Illi | Fianga      | Fianga, Tikem, -                 |

## Historia
Region zajmuje wschodnią część dawniejszej prefektury Mayo-Kebbi (podprefektury Bongor, Fianga i Gounou Gaya). W latach 2002–2008 Mayo-Kebbi Est był jednym z 18 regionów Republiki Czadu.